# Жезказганский горно-металлургический комбинат
Жезказга́нский горно-металлургический комбинат имени К. И. Сатпаева (каз. Жезқазған кен-металлургия комбинаты, ЖГМК) — крупное предприятие цветной металлургии. Расположен в городе Джезказган Улытауской области, Казахстана. Назван в честь академика К. И. Сатпаева.
Официальные названия:
- 1958 — Джезказганский горно-металлургический комбинат
- 1987 — научно-производственное объединение Джезказганцветмет
- 1991 — НПО и АО Жезказганцветмет
- 1995 — крупнейшее предприятие в корпорации Казахмыс.

## История
Официальную регистрацию Джезказганского меднорудного месторождения произвел екатеринбургский промышленник Никон Ушаков 10 ноября 1847 года. Однако организовать масштабное промышленное производство на месте купцу не удалось, хотя небольшие металлургические производства действовали в Центральном Казахстане с середины XIX века, наиболее крупным из которых был Спасский медеплавильный завод, производивший 30 тысяч пудов меди в год. В 1909 году месторождение выкупили англичане, которые попытались организовать крупное металлургическое производство. Так, в декабре 1912 года англо-франко-русское АО «Спасские медные руды» приняло решение построить медеплавильный завод и обогатительную фабрику на базе жезказганских рудников.
После революции в Центральном Казахстане был достроен Карсакпайский медеплавильный завод (первая плавка — 19 октября 1928), на базе которого в 1935 году началось строительство Джезказганского промышленного узла.

### Большой Джезказган
11 февраля 1938 года вышло постановление ЦК ВКП(б) о мерах по реконструкции Карсакпайского медеплавильного завода и строительстве Большого Джезказгана — Джезказганского меднорудного района на базе главного богатства района — медных руд.
16 апреля 1940 года был издан приказ НКВД СССР «О приёмке строительства Джезказганского медеплавильного комбината в число строек и предприятий НКВД».
В 1941 году здесь работали один карьер и 5 шахт, велось строительство других промышленных предприятий и объектов. В 1943 году на базе старых и новых промышленных предприятий района был образован Джезказганский медный комбинат, подведомственный Минцветмету СССР, в составе Карсакпайского медьзавода, 3-х карьеров, 17-ти шахт и Байконурского угольного разреза. Энергетическая составляющая была представлена маломощной (7 МВт) Карсакпайской ЦЭС. В связи с открытием новых шахт возникла проблема переработки медных руд. В конце 1940-х были начаты работы по проектированию Джезказганской обогатительной фабрики. В 1947 институтом «Механобр» (Ленинград), трест Московского ПКУ и «Гипроцветмет» представили проект фабрики. 13 января 1954 года был введён в эксплуатацию цех № 1 обогатительной фабрики № 1, в октябре того же года открылись ещё 3 секции, а в 1962-м ОФ № 2.
Медный концентрат комбината направлялся на Балхашский горно-металлургический комбинат, Красноуральский и Карабашский медеплавильные комбинаты, Среднеуральский медеплавильный завод; неочищенная медь на Московский медеплавильный и медеэлектролитный завод; раздробленная медь — в Румынию, ГДР, Венгрию, Польшу и ЧССР; свинцовый концентрат отправлялся на Лениногорский полиметаллический комбинат и Чимкентский свинцовый завод.
В 1958 году согласно Приказу Минцветмета СССР был образован Джезказганский горно-металлургический комбинат, объединивший все предприятия цветной металлургии Джезказганского региона. В марте 1964-го ДжГМК было присвоено имя казахстанского учёного, геолога Каныша Сатпаева. Комбинатом на тот момент производилось 91-91,5 % меди, 70-71 % свинца и 48-50 % цинка СССР. 14 мая 1966-го ДжГМК был награждён орденом Ленина, в том же году было начато строительство Джезказганского медеплавильного завода с целью выпуска готовой продукции. 23 февраля 1971 года была пущена первая очередь завода.
В июле 1975 года на комбинате был введён в эксплуатацию цех редких металлов (ныне РГП «Жезказганредмет»).
В декабре 1977-го, с вводом в строй цеха серной кислоты, ЖМЗ был запущен на полную мощность.
В 1984 году над шахтой-гигантом «Анненская» Джезказганского ГМК был установлен и введен в эксплуатацию копер (увеличивший производительность предприятия).
В 1987 году на базе ДжГМК было образовано научно-производственное объединение «Джезказганцветмет».

### В Казахстане
После распада СССР и перехода к рыночной экономике НПО «Джезказганцветмет» было преобразовано в АО «Жезказганцветмет», которое 6 июля 1995 года было передано в управление компании Samsung C&T Deutschland GmbH. В 1997-м компания перерегистрирована в ТОО «Корпорация „Казахмыс“».
17 февраля 2025 года на руднике «Жомарт» Жезказганского медеплавильного завода погибло 7 человек. Предварительной причиной обрушения назван выброс природного газа. В связи с трагедией, президент Казахстана Касым-Жомарт Токаев направил телеграмму соболезнования близким погибших, и, 20 числа обратил внимание на недопустимое положение дел в сфере безопасности труда, дав ряд поручений правительству.

## Современная структура

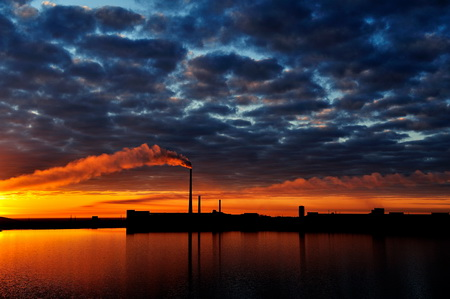
Жезказганская ТЭЦ. Вид с водохранилища

- Жезказганская обогатительная фабрика (№ 1 и 2). Мощность — 24 млн тонн руды в год[8]
- Жезказганский медеплавильный завод. Годовая мощность — 250 тысяч тонн меди.
- Литейно-механический завод
- Завод медной катанки «Казкат» (сдан в эксплуатацию в ноябре 1994 года[13])

Энергетическая составляющая представлена Жезказганской ТЭЦ мощностью 152 МВт.
До 1995 года в состав комбината входило РГП «Жезказганредмет».

## Деятельность
Сырьевая база представлена «уникальным» Жезказганским месторождением медных руд.
Основная продукция — катодная медь чистотой 99,99 %. Кроме того, производится медная катанка, золото, серебро, свинцовая пыль и рений.
Во второй половине 1990-х произведена частичная модернизация производства — были переоборудованы горно-термические печи по техническому проекту фирмы Boliden Contech AB (Швеция).
Продукция комбината экспортируется в Японию, Китай, Швецию, Голландию, Турцию и страны СНГ.
В 2013 году ЖГМК был остановлен на модернизацию.

## Известные сотрудники
- Баймагамбетов, Денберген (род. 1932) — Герой Социалистического Труда.
- Бупежанов, Мухит Кульжанович (1910—1999) — директор Джезказганского рудника. Герой Социалистического Труда.
- Кентаев, Казымхан (1936—1994) — Герой Социалистического Труда.
- Кусаинов, Аубакир (1926 — ?) — Герой Социалистического Труда
- Тузов, Леонид Петрович (род. 1930) — Герой Социалистического Труда.